# Débat sur la Norvège

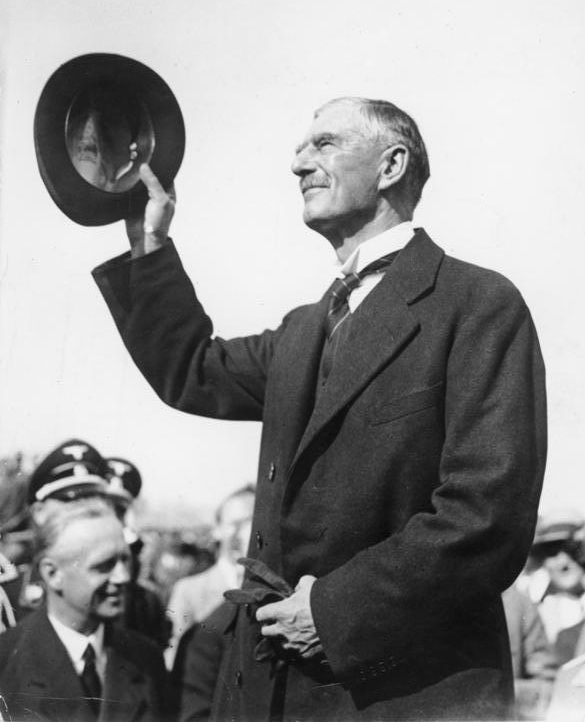
Neville Chamberlain, Premier ministre du Royaume-Uni de l'époque.

Le débat sur la Norvège, parfois appelé le débat de Narvik, est un célèbre débat qui a eu lieu à la Chambre des communes britannique en mai 1940. Il a conduit à la formation d'un gouvernement d’union nationale dirigé par Winston Churchill qui devait gouverner la Grande-Bretagne jusqu'à la fin de la Seconde Guerre mondiale en Europe. Le débat (les 7 et 8 mai), apparemment sur l'état d'avancement de la campagne de Norvège, a mis en évidence l’inadéquation généralisée du gouvernement en place, dirigé par Neville Chamberlain, face aux défis de la guerre. Lors du débat, le gouvernement Chamberlain a été critiqué non seulement par l'opposition mais aussi par des membres respectés de son propre parti. L'opposition a forcé à un vote - en fait un vote de confiance - que le gouvernement a gagné avec une majorité très réduite. Avec plus d'un quart des membres du parlement de la majorité gouvernementale ayant voté avec l'opposition ou s’étant abstenus, malgré un sévère rappel à l’ordre (three line whip: ordre strict d’assister et de voter), il était clair que le soutien à Chamberlain dans son propre parti s’émiettait, et (surtout après les propos mal jugés par lui dans le cadre du débat), il ne lui était pas possible de former une coalition avec les partis d'opposition travailliste et libéral. Deux jours plus tard, Chamberlain démissionna et fut remplacé au poste de Premier ministre par Churchill.

## Contexte
En 1937, Chamberlain (auparavant chancelier de l'Échiquier) avait succédé à Stanley Baldwin comme premier ministre d'un gouvernement d’union nationale, qui en fait a été très largement composé de conservateurs. Il a été contesté par les partis travailliste et libéral, et seuls les petits partis National Liberal, National Labour, et Liberal National soutenaient le gouvernement d’union nationale. Face à une Allemagne résurgente et irrédentiste, Chamberlain avait tenté d'éviter la guerre par une politique d'apaisement, abandonnée seulement après que l'Allemagne soit devenue plus ouvertement expansionniste avec l'annexion de la Tchécoslovaquie en mars 1939. Après que l'Allemagne ait envahi la Pologne en septembre 1939, la Grande-Bretagne et la France déclarent la guerre à l'Allemagne. À ce stade, un partisan du gouvernement notait dans ses carnets privés:
« Pendant deux ans et demi, Neville Chamberlain a été premier ministre de Grande-Bretagne. Pendant cette période, la Grande-Bretagne a subi une série de défaites et d'humiliations diplomatiques, culminant dans le déclenchement de la guerre en Europe. Il s'agit d'une suite ininterrompue d'échecs de la politique étrangère, et il n'y a pas eu grand succès au pays pour compenser l'absence de celui-ci à l'étranger ... Pourtant, il est probable que Neville Chamberlain conserve la confiance de la majorité de ses compatriotes et que, s'il était possible d'obtenir une évaluation précise du sentiment de l'électorat, Chamberlain serait l'homme d'état le plus populaire dans le pays. »
Une fois que l'Allemagne eut rapidement envahi la Pologne, il y eut une longue période d'inactivité militaire qui dura jusqu'en avril 1940, quand, quelques jours après que Chamberlain ait déclaré lors d'une réunion du Parti conservateur qu’Hitler «avait raté le bus», L'Allemagne a mis fin à cette «drôle de guerre» par une attaque par une force écrasante sur la neutre et sans méfiance Norvège. En réponse à l'invasion allemande, la Grande-Bretagne a envoyé des forces navales et terrestres limitées pour aider les Norvégiens. Si on excepte le succès naval de Narvik, la campagne de Norvège suivante a mal tourné pour la Grande-Bretagne pour des raisons très simples.
« Le plan alliés pour apporter de l'aide à la Norvège et lutter contre l'agression allemande a été improvisé à la hâte, trop souvent changé et s'est déroulé dans la douleur à cause du manque de matériel et surtout de la puissance aérienne qui jamais ne permit le développement de l'exécution selon les plans. Mais compte tenu de la disproportion des forces en présence, il n'aurait pu en aucun cas réussir. »
Churchill avait eu une brillante carrière politique avant la Première Guerre mondiale, d'abord élu comme député conservateur, il était devenu Secrétaire d'État à l'Intérieur libéral et Premier Lord de l'Amirauté. Pendant la guerre, à la suite de l'échec de la campagne de Gallipoli, il avait été forcé de prendre un poste moins important, puis quitta le gouvernement totalement conservateur avant de devenir ministre des Munitions sous Lloyd George. Durant l'après-guerre, il avait servi en tant que chancelier de l'Échiquier conservateur, avant d'entamer une traversée du désert. Ses opinions et ses actions passées sur le plan intérieur (plus particulièrement ses efforts très actifs pour briser la grève générale de 1926) ne faisait pas de lui un associé naturel du mouvement travailliste. Il avait vigoureusement exhorté les différents politiques en dehors de la vie politique, quand il a d'abord mis en garde contre la montée de l'Allemagne et a plaidé vigoureusement pour le réarmement, mais il avait été en grande partie ignoré. Il avait plaidé contre la politique de l'apaisement, même à son apogée.
Au déclenchement de la Seconde Guerre mondiale, Chamberlain porte Churchill au gouvernement en tant que premier Lord de l'Amirauté. Churchill avait donc la responsabilité directe de la conduite des opérations navales, et se devait de défendre le gouvernement dont il était membre, quelles que soient ses opinions personnelles. Churchill avait pressé le Cabinet d'ignorer la neutralité norvégienne et de miner les  eaux territoriales norvégiennes, et d'être prêts à envahir Narvik, dans les deux cas afin de perturber les exportations de minerai de fer suédois vers l'Allemagne au cours des mois d'hiver, lorsque la mer Baltique est gelée. En tant que représentant de l'Amirauté, il a aussi fait savoir qu'un débarquement majeur en Norvège n'était pas, de façon réaliste, à la portée des forces allemandes.
Le précédent le plus prégnant était la conduite de la Première Guerre mondiale, qui offrait des parallèles à la fois politique et militaire.
- Politiquement, il y avait deux précédents évidents,

1. la reconstruction du gouvernement Asquith en 1915, en une coalition de guerre toujours dirigé par le leader en temps de paix du parti majoritaire,
2. (plus dangereusement pour Chamberlain) Remplacement ultérieur d’Asquith en 1916 par Lloyd George, dont Churchill a dit plus tard:

« Lloyd George a pris le principal pouvoir de l'État et le poste de chef de gouvernement. Je pense que c'était Carlyle qui a dit d'Oliver Cromwell: « Il convoité la fonction, peut-être la fonction était sienne ». Il donna immédiatement un nouvel élan de force, d'impulsion, beaucoup plus fort que tout ce qui était connu jusqu'à ce moment-là, s'étendant sur l'ensemble des fonctions du gouvernement en temps de guerre, dont chaque partie était d'un intérêt égal pour lui. »
- Militairement, les intervenants ont tenté de tirer les leçons de l'expérience (dans de nombreux cas de leur expérience) de la guerre précédente ; mentionnant explicitement le siège d'Anvers et la tentative de forcer les Dardanelles ; pour les risques qui ont été rencontrés ou aurait été rencontrés en Norvège. (Churchill avait été associé aux deux, donc ce fut, en partie, une discussion codée sur la solidité du jugement militaire de Churchill, sur laquelle les avis étaient fortement divisés).

Le débat était un débat d'ajournement, dans lequel la proposition est techniquement "que cette Chambre ajourne maintenant»; selon les règles de Westminster relatives à ces débats, tenues afin de permettre une vaste discussion sur différents sujets, la question n'est généralement pas soumise à un vote. Dans ce cas précis, l'opposition a forcé un vote pour manifester sa profonde inquiétude, et le vote a donc débouché sur une motion de censure.
Sauf indications contraires, les citations ci-dessous sont tirées du texte intégral du débat tel qu'il figure dans le Hansard, ou dans The Official Report, cinquième série, volume 360, colonnes 1073-196 et 1251-366. (voir les liens en bas de l'article).

## 7 mai: le débat commence

### Discours d'ouverture de Chamberlain
Chamberlain a déclaré que depuis sa dernière (2 mai) déclaration à la Chambre sur les progrès réalisés en Norvège, les forces britanniques avaient réussi à se retirer du sud de la Norvège, Chamberlain a commencé à faire valoir que les pertes alliées avaient été légères et des pertes allemandes disproportionnées par rapport aux avantages qu'ils avaient acquis, mais il a été interrompu par les députés travaillistes soulignant que l'inverse est apparu comme un choc pour le pays et le monde.
Chamberlain a tenté de régler ce problème en disant qu'il avait été un choc en raison des attentes irréalistes dont les ministres n’étaient pas à blâmer, mais à plusieurs reprises les députés ont crié en dérision "Ils ont raté le bus!" Le Speaker a dû demander aux membres de la chambre de ne pas interrompre et Chamberlain a finalement été contraint de défendre l'expression directement. Il affirma que l'expression n'avait pas été conçue comme une prédiction, mais comme un commentaire rétrospectif que les États totalitaires s’étaient préparés pour la guerre tandis que le Royaume-Uni ne pensait qu'à la paix, et c'est pourquoi il se serait attendu à une attaque au début de la guerre, alors que la disparité des armes était à son maximum.

## Sources